# Nassawadox
Nassawadox est une municipalité américaine située dans le comté de Northampton, sur l'Eastern Shore de Virginie.
Selon le Bureau du recensement des États-Unis, Nassawadox s'étend sur 0,79 milles carrés (2,05 km2). Lors du recensement de 2010, elle compte 499 habitants, dont 55,7 % des blancs et 41,1 % d'Afro-Américains. 
Nassawadox aurait été fondée au milieu du XVIIe siècle par des quakers, dont William Robinson. Elle se développe particulièrement lors de l'arrivée du New York, Philadelphia and Norfolk Railroad en 1884,,. Son nom, d'origine amérindienne, signifie « terre entre deux eaux ».